# Lervik, Østfold
Ej att förväxla med Lervik, Båstads kommun, Leirvik (Vestland fylke), Leirvík på Färöarna eller Lerwick, Shetlandsöarna.
Lervik är en  tätort i Fredrikstads kommun i Østfold fylke i sydöstra Norge. Orten är belägen cirka fjorton kilometer nordväst om staden Fredrikstad.
Sedan 2003 ingår orten Engelsviken i tätorten Lervik.